# Pentatlon
Pentatlon era un gioco televisivo a premi, trasmesso su Canale 5 il giovedì alle ore 20.30 a partire dal 3 ottobre 1985 al 18 giugno 1987, condotto da Mike Bongiorno con la partecipazione, fino al 10 aprile 1986 del noto ventriloquo José Luis Moreno e del suo corvo Rockfeller a commentare i fatti salienti della settimana in chiave ironica e fare da contraltare a Mike Bongiorno (memorabili sono i battibecchi tra Rockfeller e Mike, che si differenzia da Baudo per il suo dialogare più diplomatico con il pupazzo).
Autori della trasmissione sono lo stesso Mike Bongiorno, il noto paroliere Luigi Albertelli che funge in studio da giudice arbitro, e Illy Reale, mentre è assente lo storico "signor No" Ludovico Peregrini.
Protagonista della sigla iniziale del programma è il robottino Michele, che ha le sembianze e il volto di Mike, intento a districarsi tra le varie prove del quiz sulle note della sigla musicale, composta dal maestro Augusto Martelli; "Pentatlon" ha come sottotitolo «settimanale di quiz ed informazione», in quanto tutte le domande, escluse quelle della materia di competenza dei singoli concorrenti, sono incentrate sull'attualità e sui fatti avvenuti la settimana precedente la registrazione dello show (che di solito avveniva di lunedì). Così come per Superflash, vengono presi a testo per le domande i giornali, quotidiani e settimanali, e non più le classiche enciclopedie (ai concorrenti viene esplicitamente detto di leggere il Corriere della Sera).
Il programma si presenta agli occhi del telespettatore in maniera diversa rispetto ai soliti quiz di Bongiorno:
- non è presente in studio l'ormai classico tabellone da cui trarre le domande: vi è invece uno schermo centrale sul quale man mano compaiono le schermate dei vari giochi;
- gli stessi concorrenti non hanno più una postazione fissa nello studio e di conseguenza scompaiono le cabine (ne resterà una sola, più che altro un ampio spazio dello studio chiuso da 2 lastre di plexiglas).

La scenografia, dal sapore tecnologico, composta di pareti trasparenti retroilluminate da moltissime luci, nonché da quadrati luminosi e molto colorati a velocissima intermittenza, viene allestita nell'area che oggi comprende lo studio 5 del centro di produzione Mediaset di Cologno Monzese e realizzata da Graziella Evangelista.
A partire dal mese di ottobre del 1986, la trasmissione venne abbinata al Bingo, una grande tombola organizzata da Tv Sorrisi e Canzoni.

## Regolamento
Il gioco, ispirato al pentathlon olimpico, prende questo nome perché esattamente come lo sport consiste in cinque prove molto diverse tra loro (introdotte ciascuna dal jingle delle «trombe olimpiche») e ispirati ai grandi game show in onda negli Stati Uniti, da cui Mike ha sempre preso spunto. In ogni puntata partecipano come sempre 3 concorrenti, i quali possono decidere se giocare per la CULTURA (presentandosi quindi su una materia di competenza per l'eventuale raddoppio) o se giocare per la FORTUNA (affidandosi in questo caso ai dadi).
I 5 giochi su cui si basa Pentatlon sono i seguenti:
- la prima prova è La ruota della fortuna (elaborazione del format statunitense Wheel of Fortune), inserita all'interno di Pentatlon per una questione di diritti (Mike voleva portare il format in Italia già nel 1985, ma le richieste troppo esose dei produttori statunitensi fecero scivolare il progetto più avanti).

Compito dei concorrenti è quello di indovinare il titolo dell'immaginario “Settimanale di quiz e informazione” proposto ogni settimana. Il gioco funziona nel modo che tutti conosciamo, ovvero girare la grande ruota (che compare spettacolarmente dal pavimento) divisa in spicchi che vanno da 100.000 lire ad 1.000.000 ed indovinare le consonanti presenti nella frase misteriosa. A differenza però del gioco che conosciamo, ci sono un paio di modifiche:
- il concorrente che dà la soluzione finale vince, oltre agli eventuali gettoni conquistati con la ruota, anche un premio partita di 5.000.000 di lire;
- i totali parziali degli altri 2 concorrenti non vengono azzerati: quando il gioco si conclude, tutti i concorrenti vincono comunque ciò che hanno conquistato con la ruota;
- non si dà il tema della frase, ma se ne rivelano subito delle lettere, solitamente una vocale.
- al suo turno il concorrente è obbligato a girare la ruota, e può tentare la soluzione esclusivamente subito dopo aver scoperto una consonante. I cinque secondi concessi per la soluzione scattano automaticamente subito dopo ogni uscita di consonante, senza che il concorrente lo richieda: se il concorrente tace deve girare nuovamente la ruota, se dà una soluzione errata passa la mano al concorrente successivo.
- le vocali si comprano, ed hanno un costo di 500.000 lire (aumentato poi ad 1.000.000 di lire).

Del gioco della Ruota vengono realizzate 2 partite.
- La seconda prova è Le opinioni degli italiani, ispirato al programma americano Family Feud e già visto in Italia nel 1980 nella trasmissione televisiva di Rai 1 Flash, sempre condotta da Mike. Il gioco delle Opinioni si basa sui risultati di sondaggi elaborati dall'Abacus e il compito dei concorrenti è di individuare le 6 risposte che hanno avuto la più alta percentuale. I concorrenti si affrontano 2 alla volta in tutte le combinazioni (concorrente 1 vs concorrente 2; concorrente 2 vs concorrente 3; concorrente 1 vs concorrente 3).

Ogni manche si svolge nella seguente maniera:

appena Mike legge la domanda, chi si prenota per primo con il pulsante può dare la sua risposta e, se la risposta è una delle 6 voci oggetto del sondaggio, ha in mano il gioco. A questo punto il concorrente può fare 2 cose:

- può decidere se giocare, con l'obbligo di dare tutte le risposte mancanti al sondaggio, potendo però commettere un massimo di 3 errori;

- può cedere la mano all'avversario, che ha a sua volta l'obbligo di dare tutte le risposte mancanti al sondaggio, con un massimo di 3 errori.

Se chi gioca risolve il sondaggio, indovinando le 6 voci, vince il montepremi delle opinioni.

Se invece chi gioca arriva a commettere il terzo errore, il gioco passa al concorrente avversario il quale, per vincere il montepremi delle opinioni, deve dare almeno 1 risposta che sia presente nelle voci mancanti, in caso contrario, la prova è vinta concorrente che ha giocato, che si porta via il montepremi delle opinioni.

Il montepremi in palio è una somma variabile costituito dalla somma delle percentuali delle risposte indovinate nel sondaggio, moltiplicata poi per 30.000 lire; a tale somma va aggiunto poi un premio partita di 5.000.000 di lire. Ogni manche mette in palio dunque una somma massima di 8.000.000 di lire.
Al termine delle 3 manches del Gioco delle opinioni, il concorrente che ha il minor montepremi viene eliminato e vince un premio di consolazione di 2.000.000 di lire e partecipa di diritto al terzo gioco.
- Il terzo gioco è Le preferenze degli italiani, chiamato successivamente La prontezza. Il gioco della Prontezza è quello abbinato a uno dei 2 sponsor della trasmissione e al relativo concorso, e a questo gioco partecipa una coppia costituita dal concorrente eliminato da Pentatlon e dal concorrente che ha partecipato e vinto il concorso dello sponsor e di cui è stata estratta la cartolina. Il gioco è molto semplice: i 2 concorrenti giocano uno per volta e si basa anche questo sulle percentuali di sondaggi; chi gioca deve dire la prima cosa che gli viene in mente su 5 argomenti (in massimo 30 secondi), elencati man mano. Ogni risposta ha la sua percentuale e lo scopo del gioco è quello di arrivare ad una quota almeno del 200%, sommando le percentuali delle 5 risposte date dai 2 concorrenti (quindi un totale di 10 risposte). Se tale somma viene raggiunta o superata, ai partecipanti viene assegnato un premio di 10.000.000 di lire. Nei periodi in cui il gioco della prontezza non è abbinato agli sponsor, partecipa al gioco una persona del pubblico, scelta attraverso il sorteggio: inizialmente in palio vi è un'automobile, successivamente venne ripristinato il premio di 10.000.000 di lire. Il gioco della prontezza verrà mantenuto anche per il successivo TeleMike.
- La quarta prova, per i due concorrenti in gara è Il gioco dei dadi, anch'esso ispirato da un format americano. Un tavolone entra spettacolarmente dal corridoio, che si trova tra i due spalti della platea. Sui due angoli di un lato corto del tavolo ci sono i pulsanti dei due concorrenti, che emettono, quando sono premuti, un curioso suono di sirena calante e fanno illuminare una fila di lampadine sul bordo lungo del tavolo relativo al concorrente che si prenota. Prima di iniziare la manche, il tabellone elettronico distribuisce casualmente i numeri da 1 a 9 su una griglia 3x3. Successivamente Mike pone delle domande di attualità, alle quali si può rispondere previa prenotazione. Ogniqualvolta un concorrente risponde esattamente, oppure il suo avversario dà una risposta errata, deve decidere se lanciare i due dadi o obbligare l'avversario a tirarli. Chi lancia i dadi ha l'obbligo di cancellare uno o più numeri rimasti sulla griglia che assommino al punteggio indicato dai dadi. Se il concorrente ci riesce si prosegue con un'altra domanda, altrimenti ha perso la manche e il suo avversario guadagna 5.000.000 di lire. Premi aggiuntivi:
- - il concorrente che cancella un'intera colonna di 3 numeri della griglia guadagna 3.000.000 di lire, nelle prime puntate sottratti al montepremi dell'avversario
  - il concorrente che lancia i dadi e ottiene due facce uguali, guadagna un bonus che serve da salvataggio nel caso non si riesca a cancellare dei numeri; i bonus sono cumulabili.

Da notare che la scelta di tirare i dadi è conveniente nella fase iniziale della manche, durante la quale sono presenti sulla griglia tutti o quasi tutti i numeri e le possibilità di cancellazione sono molte; man mano che si procede con il gioco rimangono sempre meno numeri, e conviene sempre più cedere il tiro dei dadi all'avversario, che ha poche possibilità di cancellazione, quindi molte possibilità di perdere la manche. È importantissimo, quindi, rispondere esattamente alle domande per avere in mano il gioco, nonché evitare di dare risposte errate, dando così il comando del gioco all'avversario. Molto spesso rimane un solo numero sulla griglia, e Mike è estremamente divertito da questa situazione perché la domanda che sta per porre è decisiva, in quanto chi è obbligato a tirare i dadi (il più delle volte, ragionevolmente, chi sbaglia la risposta o l'avversario di chi risponde esattamente), se è sprovvisto di bonus, ha la sua sorte legata al punteggio che sarebbe uscito, sperando in un poco probabile colpo di fortuna che lo avrebbe «salvato».
Probabilmente quello del tavolo dei dadi è lo stesso meccanismo che faceva muovere il "flipperone" del primo Help!, registrato nello stesso studio 5 di Pentatlon, fino alla primavera 1985.
Di questa prova vengono effettuate 2 partite.
A questo punto, il concorrente con il montepremi più alto è proclamato potenziale campione e accede alla fase finale del raddoppio.
- Il gioco del raddoppio è il momento finale della trasmissione: nelle prime 2 puntate, il raddoppio serve a decretare il campione: il concorrente che ha chiuso il gioco dei dadi con la somma più alta è il campione potenziale e tenta il raddoppio: se vi riesce diventa campione, se non vi riesce conquista il premio di consolazione per il primo posto pari a 5.000.000 di lire e dà la possibilità al suo avversario di raddoppiare; se anche costui fallisce il raddoppio, vince un premio partita per il secondo posto di 3.000.000 di lire e viene eliminato. A questo punto il potenziale campione diventa campione ma con soli 5 milioni. Successivamente, il campione viene decretato al termine del gioco dei dadi e il raddoppio serve solamente al campione a raddoppiare la sua somma, garantendogli, anche in caso di fallimento del raddoppio, la partecipazione alla puntata successiva (il concorrente sconfitto vince comunque il premio di consolazione per il secondo posto pari a 3.000.000 di lire).

Il raddoppio può svolgersi in 2 modi:

- chi sceglie di raddoppiare per la CULTURA si presenta su una sua materia di competenza e quindi si accomoda in cabina; Mike fa una lettura preventiva delle 5 domande sulla materia del concorrente (ognuna delle quali composta da varie 'sottodomande'), terminata la quale, il concorrente apre una busta, precedentemente consegnatagli, che riporta il testo delle domande, e che può leggere per un massimo di 30 secondi, dopodiché deve chiuderla ed iniziare a rispondere nel tempo di 1 minuto. Il minuto è netto, nel senso che, al termine di ogni risposta, il tempo si ferma e riparte solo dopo che Mike legge la domanda successiva.

- chi raddoppia per la FORTUNA, invece, gioca in solitaria un'ulteriore manche del gioco dei dadi, naturalmente senza dover rispondere alle domande di attualità, con l'obbligo, al fine di raddoppiare, di cancellare tutti i 9 numeri della griglia di gioco. Il raddoppio con la fortuna è sempre stato molto difficile, tant'è che da metà della prima stagione, chi raddoppia con il gioco dei dadi ha l'agevolazione di iniziare il raddoppio con l'ausilio di 2 bonus.

## Modifiche
Al regolamento base di cui sopra sono state man mano apportate delle modifiche:

- dalla puntata del 13 marzo 1986, per garantire a ciascun concorrente di avere comunque un premio minimo garantito e non concludere a 0 il gioco della Ruota, vengono inserite le DOMANDE PRELIMINARI: se un concorrente gioca per la CULTURA, si tratta di 5 domande sulla materia di competenza, ognuna delle quali consente di vincere 1.000.000 di lire;

se un concorrente gioca per la FORTUNA, si sfida con Mike ai dadi su 5 lanci a testa. Ogni volta il concorrente supera il punteggio ottenuto da Mike vince 1.000.000 di lire;

- partendo con le domande preliminari, viene accorciato il gioco della RUOTA, di cui viene disputata solo una manche e non più 2;

- nella seconda edizione, iniziata il 2 ottobre 1986 viene modificato il Gioco delle Opinioni, che ricalca il regolamento della vecchia Inchiesta che si giocava a Superflash: i concorrenti giocano in contemporanea sfidandosi sulla percentuale di favorevoli o contrari su 2 sondaggi di opinione. Il concorrente che si aggiudica il sondaggio, avvicinandosi di più alla percentuale esatta, vince 10.000.000 di lire mentre, se dovesse indovinare la percentuale esatta, vince anche un premio en-plain di 2.000.000 di lire. Le inchieste vengono spesso accompagnate da filmati con interviste in giro per l'Italia realizzate da Cesare Cadeo, da Enzo Bottesini (ex campione del Rischiatutto) o da alcune candid camera realizzate da Davide Mengacci; 

- sempre a partire dalla seconda edizione, il montepremi del "Gioco della prontezza" diventa ad accumulo: se capita che in una puntata il gioco non viene risolto, i 10.000.000 di lire in palio non vanno perduti, ma si accumulano a quelli della settimana successiva e così via fin quando il montepremi non viene vinto; 

- nell'ambito del "Gioco dei dadi", se al termine della prima manche c'è tra i 2 concorrenti in gioco una distanza tale che il concorrente svantaggiato non può più recuperare il disavanzo, non viene disputata la seconda manche; in questo caso il concorrente in vantaggio viene proclamato subito campione al termine della prima manche e al suo montepremi vengono aggiunti altri 5.000.000 di lire (ovvero il premio partita della manche non disputata).

## La casella della solidarietà
Una delle critiche mosse dai detrattori della trasmissione è inerente alle vincite, considerate troppo alte. Ed effettivamente lo erano: se si considera che al precedente Superflash un raddoppio poteva valere un massimo di 30-35 milioni di lire a puntata, per Pentatlon tali somme arrivano quasi ad essere triplicate, e un raddoppio può arrivare a sfiorare anche gli 80-90 milioni di lire a puntata. È anche per questo che, ripresa da Superflash viene mantenuta la cosiddetta casella della solidarietà, in base alla quale quando un campione raddoppia la sua somma, cede obbligatoriamente il 20% della stessa in beneficenza alla causa scelta dai responsabili della trasmissione, diversa ogni 3 mesi. Stessa somma è garantita anche dalla produzione.

Numerosissime sono state le associazioni aiutate da Pentatlon con la solidarietà: si ricordano la Lega del Filo d'Oro, le associazioni di parenti di carcerati, l'Associazione Italiana per la ricerca sul Cancro e l'Associazione Italiana per la lotta all'AIDS.

## I concorrenti
Le vincite realizzate a "Pentatlon" sono state altissime: la somma più alta è stata vinta da Edoardo Pecar, che si presentava sulla storia della magia, che ha vinto complessivamente 303.800.000 lire, seguito dal signor Antonio Profeta (che si presentava sulla storia della Juventus) che vinse 250.180.000 lire e che fu protagonista successivamente di un duello sulla Juventus con Andrea Sabia, campione di "Superflash"; alle loro spalle Fabrizio Buia (Chiamato più volte BURIANI da Mike) di Asti con 203.000.000 esperto della vita di Dino Zoff. Si ricordano anche il medico milanese Roberto Landriani che vinse 163.600.000 e l'ultimo campione di "Pentatlon", il cantante folk del Nevada Wayne Tooker, che vinse 172.000.000 di lire.
Meritano la menzione: Saverio Cosentino (che si presentava sulla vita di San Francesco) che fu il primo campione a superare quota 100 milioni, Giancarlo Soldi di Bonemerse, futuro affermato regista cinematografico, che vinse 75.820.000 lire, un giovane Lucio Malan, futuro politico di centro-destra, la signorina Teresa Imperato di Portici, che fu la prima a raddoppiare con il gioco dei dadi e vincere 62.000.000 di lire, seguita dal signor Dante Becchi che vinse, anche lui con i dadi, circa 65.000.000 di lire.

Vi furono poi Matteo Ghio, settantaduenne di Riva Trigoso (frazione di Sestri Levante) che vinse 185.400.000 lire rispondendo a domande sulle isole della Terra; Sergio Kiswarday di Trieste, che nel 1957 partecipò e vinse a Lascia o raddoppia? e infine Alberto Fortini di Alessandria che vinse 5.000.000 di lire, ma che all'epoca aveva 10 anni: partecipò infatti ad una puntata speciale di "Pentatlon" in onda il giorno di Natale del 1986 e giocata da 3 bambini (per la cronaca, rispondeva a domande sulla fiaba Il gatto con gli stivali).
Menzione a parte merita il concorrente Gianluca Roncato di Bologna, che si presentava sulla storia del calcio attraverso le figurine Panini: quando partecipò a "Pentatlon" nel 1986, venne eliminato al termine del gioco delle opinioni, vincendo però i 2.000.000 di lire del premio di consolazione e un'automobile con il gioco della Prontezza. Assieme ad altri 2 concorrenti, il giapponese Sumio Ebisuno e il signor Mario Cattafesta, venne ripescato come concorrente più simpatico in occasione della puntata di giovedì santo del 1987, definita la puntata della "redenzione". Roncato vinse la puntata e andò in cabina per raddoppiare solo che, al momento di dare le risposte, sostenne che il primo scudetto della Roma fu vinto nel campionato 1941-1942, risposta ritenuta errata. Uscito dalla cabina, Albertelli rivelò che si era trattato di un clamoroso errore degli autori e che la risposta data era in realtà corretta: Roncato ultimò il raddoppio fuori dalla cabina e vinse la somma di 61.000.000 di lire e il diritto a partecipare a "Pentatlon" nella puntata successiva, affrontando il nuovo campione, il parmense Buia (che aveva sconfitto Pecar) e venendo sconfitto al gioco dei dadi. Da notare che Pentatlon risulta essere uno dei pochi quiz di Mike Bongiorno a non prevedere un torneo con i supercampioni delle varie edizioni.
Questo l'elenco dei campioni di Pentatlon (tra parentesi la materia di gioco e la vincita)

- Pierpaolo Cristofori (Fortuna, 8.000.000)

- Daniela Cosio (Fortuna, 13.000.000)

- Saverio Cosentino (San Francesco da Paola, 103.700.000)

- Giancarlo Soldi (Fumetti, 75.820.000 lire)

- Lucio Malan (Storia greca, 8.000.000)

- Alfonso Tufano (Ingrid Bergman, 8.000.000)

- Luciano Tartaro (Adriano Celentano, 114.920.000)

- Teresa Imperato (Fortuna, 71.160.000)

- Sergio Kiswarday (Fortuna, 7.000.000)

- Beatrice Biagi (Anton Cechov, 58.300.000)

- Giorgio Ciofi (I promessi sposi, 8.000.000)

- Roberto Landriani (Storia del tennis, 163.600.000)

- Dante Becchi (Fortuna, 66.560.000)

- Marina Terracciano (Fortuna, 13.000.000)

- Mario Bianchi (Tarocchi, 52.560.000)

- Daniela Trunfio (Storia del teatro, 8.000.000)

- Gabriella Di Marzio (Numismatica, 8.000.000)

- Antonio Profeta (La Juventus dal 1971, 280.180.000)

- Alessandro Gennai (Football americano, 7.000.000)

- Tatiana Barbieri (Fortuna, 86.920.000)

- Fausto Lenzi (Alberi da frutta, 54.520.000)

- Gianni Marri (Francesco Moser, 8.000.000)

- Massimo Giacomazzi (Gigliola Cinquetti, 90.420.000)

- Fabio Andrico (Buddismo tibetano, 218.620.000)

- Carlo Massullo (Pentathlon moderno, 63.400.000)

- Umberto Screpanti (L'aviazione italiana nella Prima Guerra Mondiale, 22.000.000)

- Cristina Mancini (Luigi Pirandello, 65.000.000)

- Matteo Ghio (Isole della Terra, 185.400.000)

- Maria Loretta Pusceddu (I Malavoglia, 62.600.000)

- Fra Sebastiano Bernardini (Il presepe, 144.400.000)

- Manuela Querqui (Fortuna, 8.000.000)

- Tiziano Maffei (Sai Baba, 88.000.000)

- Barbara Adami Lami (Fortuna, 66.000.000)

- Zeno Faccioni (La storia d'amore tra Benito Mussolini e Claretta Petacci, 63.000.000)

- Giovanni Gangi (Fortuna, 7.000.000)

- Silvio Colombo (Gli Etruschi, 63.000.000)

- Manuela Bucci (Gli scout, 63.800.000)

- Edoardo Pecar (Storia della magia, 303.800.000)

- Fabrizio Buia (Dino Zoff, 203.200.000)

- Gianluca Roncato (Storia del calcio attraverso le figurine, 66.000.000)

- Marina Salvadore (I burattini, 63.000.000)

- Carmelo Occhipinti (Il Padrino di Mario Puzo, 175.600.000)

- Wayne Tooker (I banditi del West, 234.000.000)

## Esportazione del format
Il format, venne anche esportato nel 1986 in Francia, per l'emittente La Cinq dal titolo Pentathlon (con l'acca), registrato sempre negli studi milanesi della Fininvest.